# Amparo Cabanes Pecourt
Amparo Cabanes Pecourt (València, 1938) és una catedràtica de paleografia i diplomàtica, i política valenciana.
Fou consellera d'Educació al govern preautonòmic valencià d'Enric Monsonís, a proposta de l'UCD, encara que accedí al càrrec com a independent. Estigué al departament des del setembre del 1981 fins al novembre del 1982. A continuació, durant un curt període, seria consellera sense cartera al govern de Lerma. Formà part de les llistes electorals de la coalició entre Unió Valenciana i Aliança Popular a les eleccions a les Corts Valencianes de 1983, encara que no va aconseguir l'acta de diputada.
Cabanes Pecourt ha sigut professora de Paleografia i Història Medieval de la Universitat de València. Més tard serà catedràtica a la Universitat de Saragossa, on actualment exerceix. A més, forma part de la Real Acadèmia de Cultura Valenciana, de la qual fou directora el 2009.